# Swideri kultúra
A swideri kultúra egy régészeti kultúra megnevezése, amely időszámításunk előtt 11 000, illetve i.e. 8200 körül létezett az őskőkorszak végén. Területileg a mai Lengyelország, Fehéroroszország, Oroszország Kalinyingrádi területét, valamint Litvániát, továbbá Ukrajna északi vidékeit fedte le. Típusalkotó lelőhelye a lengyelországi Świdry Wielkie lelőhely Otwock város közelében, a Swider-folyó mentén, ami a Visztula egyik mellékfolyója Mazóviában. A swideri kultúrát önálló régészeti kultúraként ismerik el, amely az utolsó jégkorszakot követően a gleccserek visszahúzódásával a jégpáncél fogságából újból kiszabaduló területeken visszamaratt homok-, illetve hordalékdűnéken jött létre. 1996-ban megállapították, hogy a swideri kultúra valamiféle közvetett kapcsolatban állt a solutréi kultúrával, amely Délnyugat-Európában, a mai Franciaország területén volt elterjedt időszámításunk előtt 22 000 és 17 000 között. Ez éles ellentétben áll azonban azzal a feltételezéssel, amely szerint az összes Észak-Európában létrejött késő kőkorszaki kultúrának az Aurignaci kultúra adja az alapját.

## Kifejlődése
A swideri kultúra három további időszakra tagolható. A korai swideri kultúra nyers, kidolgozatlan kovakő pengéit találták meg Nowy Mlyn-nél. A fejlett swideri kultúrában feltűnő, hogy észak felé húzódnak a megtalált leletegyüttesek a térben, valamint az átlyukasztott pengék is igen jellegzetes használati tárgyai ezen időszaknak. Ez az időszak választja el az északnyugat-európai kultúrtartományt, melybe napjainkban Belgium, Hollandia, Németország északnyugati része, Dánia, továbbá Norvégia tartoznak; a Krím-félsziget vidéki kései swideri kultúrától, ahol tompa fonákú pengék voltak jellemzőek. 
A swideri kultúra központi szerepet játszott az őskőkorszaki, illetve a középső kőkorszaki átmenet létrejöttében. Széleskörűen elfogadott az a tény, hogy a legtöbben a swideri kultúra népei közül a pleisztocén legvégén továbbvándoroltak északnyugati irányban a fokozatosan egyre északabbra visszahúzódó tundra nyomában 11 000 környékén. A legújabb radiokarbon kormeghatározáson alapuló vizsgálatok alapján a svidero-Ahrensburgi kultúrkör még létezhetett a korai boreális kultúra megjelenése idején. Nyugat-Európa területén nem valószínű, hogy új jövevények lennének a középső kőkorszaki népcsoportok. Az már igazolt, hogy egy 300 éves időtartamú közös kapocs köti össze az őskőkorszak, illetve a középső kőkorszak kultúráit.

## Fordítás
Ez a szócikk részben vagy egészben  a   Swiderian culture című angol Wikipédia-szócikk ezen változatának fordításán alapul.  Az eredeti cikk szerkesztőit annak laptörténete sorolja fel. Ez a jelzés csupán a megfogalmazás eredetét és a szerzői jogokat jelzi, nem szolgál a cikkben szereplő információk forrásmegjelöléseként.